# Plutarco Elias Calles
Plutarco Elias Calles (Guaymas, Sonora, 25. rujna 1877. – Mexico City, 19. listopada 1945.), meksički general i političar, četvrti post-revolucionarni predsjednik Meksika.

## Životopis
Rođen je pod imenom Plutarco Elias Campuzano, a kako su mu roditelji bili nevjenčani nakon majčine smrti uzima prezime Calles zbog ujaka koji ga je odgojio. U ranoj mladosti radito je kao barmen i učitelj.
U Meksičkoj revoluciji podupirao je Madera, a kasnije Alvaro Obregon, pod kojim obnaša niz dužnosti. Čin generala dobio je 1915. godine. 
Bio je pragmatik, koji se svrstavao uz svakoga koji bi mu donio korist. Prije uspona na vlast, bio je guverner Sonore, gdje je istjerao sve katoličke svećenike, i uveo niz antiklerikalnih reformi, čak je promijenio i građanski zakon da bi izvabračna djeca dobila ista prava kao i ona rođena u braku. Također je želio pretvoriti Sonoru u državu bez alkohola, a iako je isprva bio ljevičar blizak sindikatima i ostalim slojevima društva, kasnije je skrenuo udesno i provodio sasvim drukčiju politiku.
Došao je na vlast nakon prvog Obregonovog mandata. Tijekom četiri godine vlasti pretvorio se u okrutnog i korumpiranog zlotvora, koji je profit nadredio nacionalnim interesima. Također je poveo i rat protiv Crkve, te je smanjio broj svećenika od 4500 na jedva 334. Bio je ateist i slobodni zidar.
Na izborima 1928. godine, pobijedio je Obregon, ali je ubijen prije inauguracije. Vlast je prezeo Emilio Portes Gil, koji je kao i sljedeća dva predsjedniak bio Callesova marioneta. Konačno je Calles nastradao kad se na vlast 1934. godine popeo njegov bivši podređeni Lazaro Cardenas. Pred smrt vratio se iz izbjeglištva, umrijevši u 68. godini 1945. Pred kraj života, izrazio je vjerovanje u višu silu.